# ジャスト・フレンズ (1931年の曲)
「ジャスト・フレンズ」 (Just Friends) は、1931年にジョン・クレナーが作曲し、サム・M・ルイスが作詞したポピュラー音楽の楽曲で、ジャズのスタンダード曲となっている。

## 初期の録音
最初のレコードは、1931年10月にレッド・マッケンジーと彼の楽団によって、B面に「Time on My Hands」を収めてリリースされたが、大きな成功とはならなかった。ヒットとなったのはラス・コロンボがレナード・ジョイ楽団 (Leonard Joy’s Orchestra) と吹き込んだ1932年2月の盤や、ベン・シェルヴィンと彼の楽団による1932年4月の盤で、いずれも当時のアメリカ合衆国のチャートで14位まで上昇した。1932年にはさらに、ジャック・ヒルトンなどの盤も出た。1941年には、カサ・ロマ楽団もこの曲を吹き込んだ。

## 主な録音
- ビリー・ホリデイ : The Complete Billie Holiday on Verve 1945 - 1959
- サラ・ヴォーン (1949年)
- チャーリー・パーカー : Charlie Parker with Strings (1950年)
- チェット・ベイカー : Chet Baker Sings and Plays (1955年)
- ビル・パーキンス（英語版）/アート・ペッパー (1956年)
- ビル・パーキンス/リッチー・カミューカ (1958年)
- ジェリー・ヴェイル（英語版） : I Remember Russ (1958年)
- フランク・シナトラ : No One Cares (1959年)
- グラント・グリーン : First Session (1960年)（アルバムのリリースは2001年）
- アイリーン・クラール : Better Than Anything (1963年)
- パット・マルティーノ : El Hombre (1967年)
- 笠井紀美子 : ジャスト・フレンズ 笠井紀美子コンサート (1970年)
- ソニー・スティット : Tune-Up! (1972年)
- テッド・グリーン（英語版） : Solo Guitar (1977年)
- ラリー・コリエル : Toku Do (1987年)[3]
- ヘレン・メリル/スタン・ゲッツ : 『ジャスト・フレンズ』 - Just Friends (1989年)
- スキャットマン・ジョン : Listen to the Scatman (2001年)
- イリアーヌ・イリアス : Eliane Elias Plays Live (2010年)、I Thought About You (2013年)

## 映画での使用
- トミー・ボンド（英語版） - Mush and Milk (1933年)